# Maïa Barouh
Pour les articles homonymes, voir Barouh.
Maïa Barouh (マイア・バルー, Maia Barū), née le 22 novembre 1983 à Tokyo (Japon) est une auteure-compositrice-interprète et flûtiste  franco-japonaise.
Ses chansons mêlent les musiques traditionnelles du Japon à la musique électronique et au jazz.

## Biographie
Maïa Barouh est la fille de l'auteur-compositeur-interprète français Pierre Barouh et de l'artiste japonaise Atsuko Ushioda. Elle passe son enfance dans les deux pays de ses parents, ou bien en voyage pendant les tournées de son père. Musicienne précoce, elle choisit d'apprendre la flûte.
Entre 2004 et 2014, elle sort cinq albums, qui connaissent un certain succès au Japon. Avec Kodama, en 2014, elle se fait connaître en Europe,.

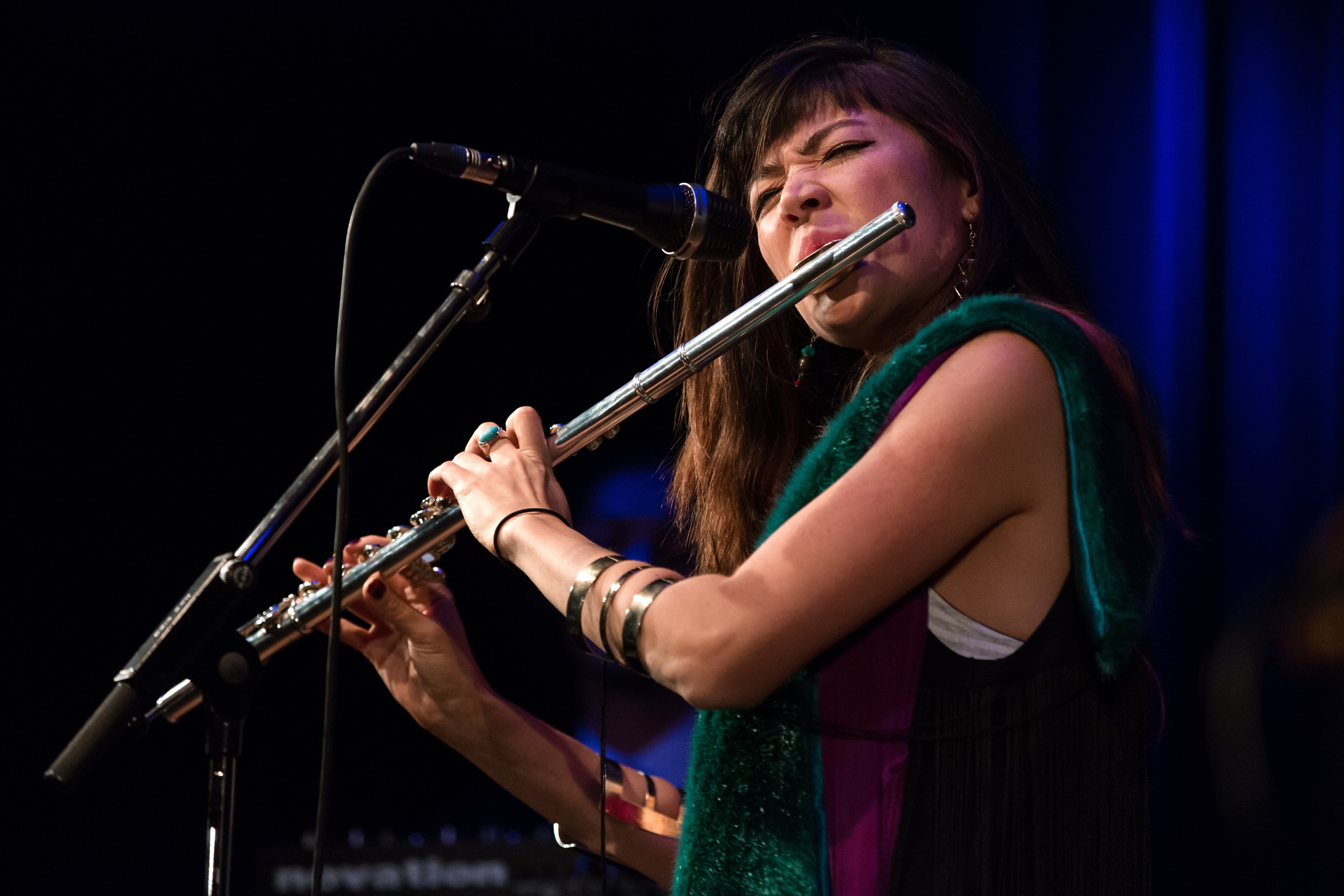
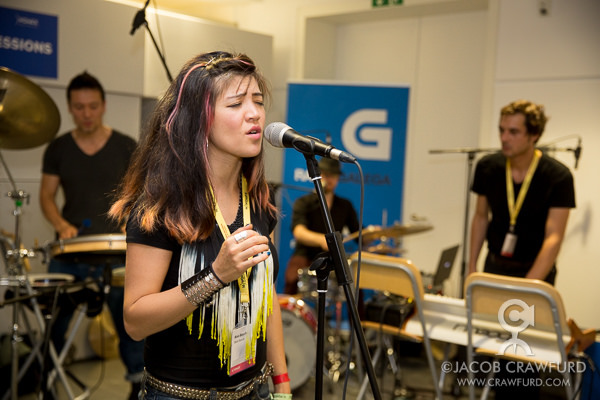

## Discographie
- Kazumi et Maïa L’Amitié (2004)
- maïa et maïa 2 (2008)
- Chikyū o Totte yo! (地球をとってよ!; 2009)
- Love human tracks (2010)
- Kodama (2014)
- Aïda (2022)